# Кнаус, Людвиг
Лю́двиг Кна́ус (нем. Ludwig Knaus; 1829—1910) — немецкий художник; согласно статье в «ЭСБЕ» А. И. Сомова: «самый значительный живописец-жанрист в Германии, один из лучших представителей новой дюссельдорфской школы».

## Биография
Людвиг Кнаус родился 5 октября 1829 года в городе Висбадене.

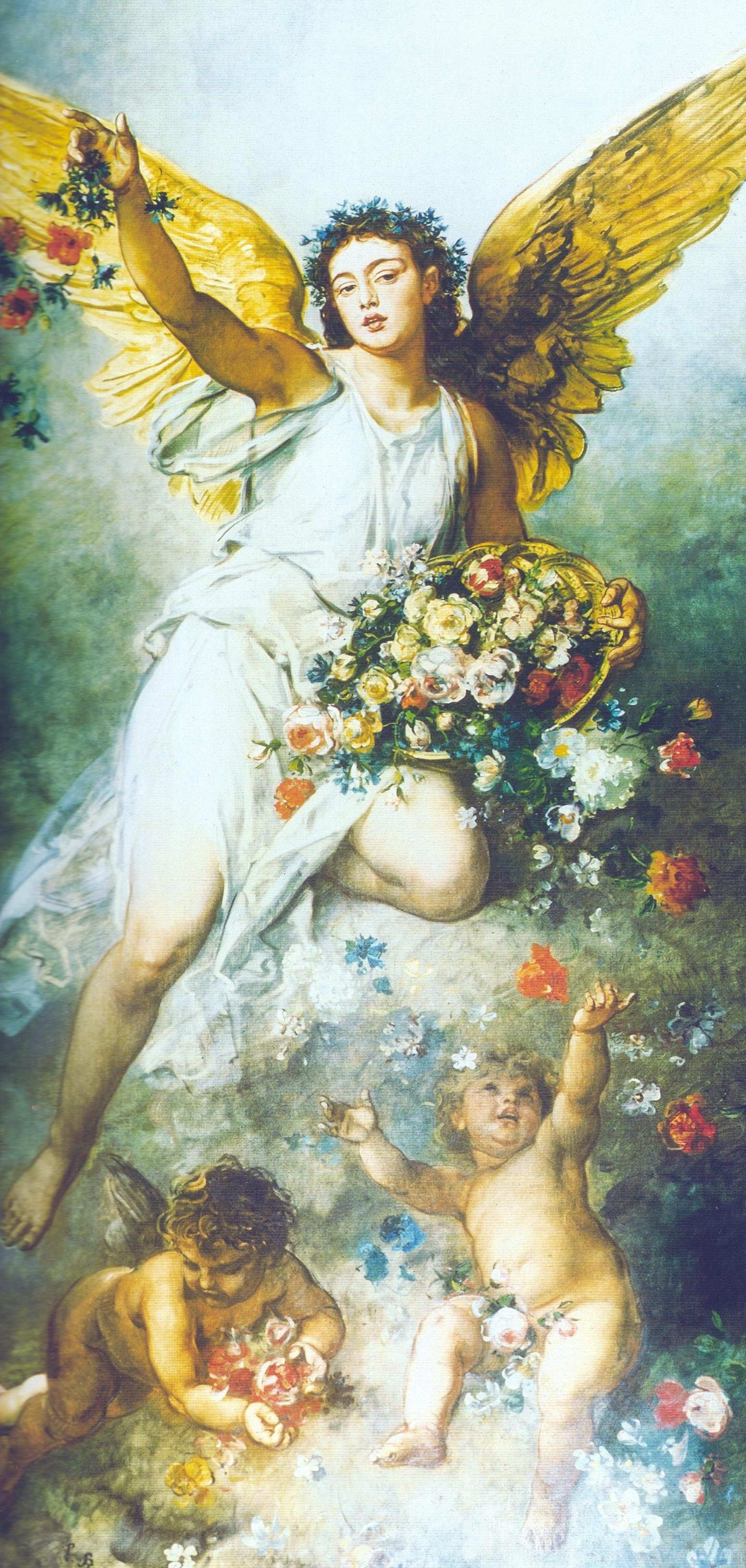
«Мир»

С 1846 по 1852 год учился в Дюссельдорфской художественной школе (Дюссельдорфская академия художеств) под руководством К. Зона и Шадова, провел год в Италии и 8 лет в Париже, в течение которых отлично усвоил себе технику новейших французских живописцев и достиг высокого мастерства, признанного за ним самими французами.
В это время появились первые его произведения, распространявшие и упрочившие его славу в Германии и всей Европе, а именно: «Золотая свадьба» (1858), «Крестины» (1859) и «Утро после праздничной обедни, в деревне».
В 1860 году он возвратился в родной город, в 1861—66 гг. работал в Берлине, потом в Дюссельдорфе, и в 1874 году был вызван оттуда в столицу Германии, чтобы стать во главе академической учебной мастерской, которая находилась в его управлении практически до самой его кончины.
В конце XIX — начале XX века на страницах «Энциклопедического словаря Брокгауза и Ефрона» русский искусствовед А. И. Сомов дал следующую оценку творчеству художника:
«Произведения К. свидетельствуют об его тонкой наблюдательности, искусстве передавать характер и душевное движение людей всех возрастов и состояний, уменье создавать сцены, полные жизненной правды и проникнутые то добродушным юмором, то отрадным весельем, то глубоким чувством. Достоинство его картин возвышается превосходным рисунком, блестящим колоритом и мастерским письмом.»
Область его творчества — преимущественно быт немецких крестьян и вообще жизнь низшего сословия. Выводя нередко на сцену детей, молодых людей и девушек, он, видимо, относится к юности с сердечным сочувствием. Многие из его картин приобрели популярность, благодаря изданным воспроизведениям их в гравюре, фотогравюре и фотографии.
Людвиг Кнаус умер 7 декабря 1910 года в Берлине.

## Избранные картины
- «Золотая свадьба» (1858),
- «Крестины» (1859),

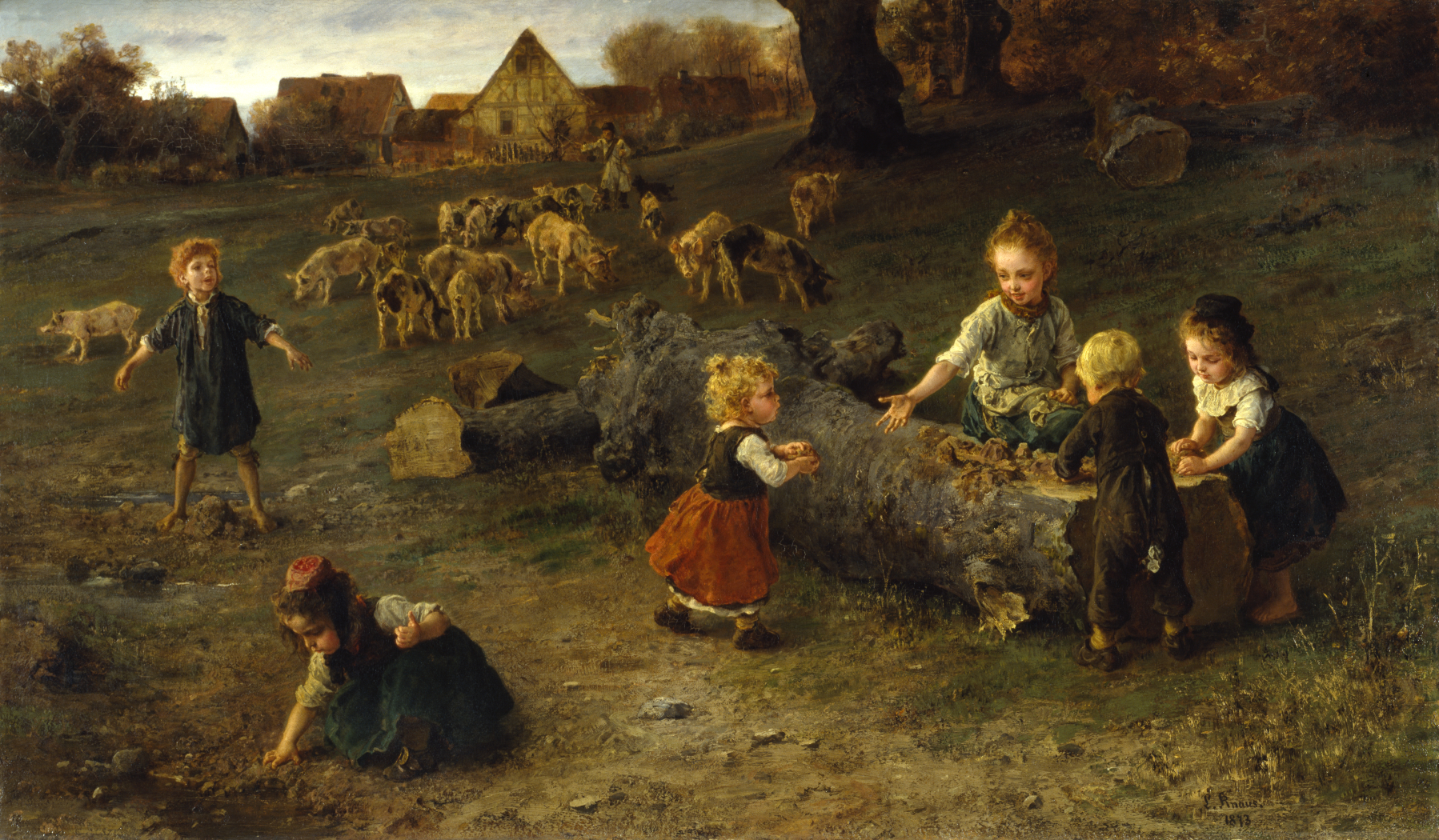
«Куличики», 1873 г.

- «Утро после праздничной обедни, в деревне»,
- «Крестьянский танец» (1850),
- «Шулера» (1851),
- «Похороны в лесу» (1852),
- «Карманный вор на ярмарке» (1852),
- «Буяны перед их духовником» (1864),
- «Фокусник» (1869),
- «Каковы старики, таковы и детки» (1869),
- «Похороны в гессенской деревне» (1871),
- «Его Светлость в дороге» (1872),
- «Совещание крестьян» (1872),
- «На дурной дороге, сцена в шинке» (1876),
- «Непослушная модель» (1877),
- «Соломоновская премудрость» (1878),
- «За кулисами» (1880),
- «Пожар в деревне».